# Юридическая техника
Юридическая техника — совокупность методов, средств и приёмов, используемых в соответствии с принятыми правилами при выработке и систематизации нормативно-правовых актов для обеспечения их совершенства. Важнейшая разновидность — законодательная (правотворческая), в частности правоприменительная техника.

## Из истории проблемы
Авторство этого термина принадлежит немецкому правоведу Рудольфу фон Иерингу (1818—1892). «Юридическая техника» является частью его основного труда «Дух римского права на различных ступенях его развития», параграфы 37—41. В России издавалась дважды: в 1860 году в четвёртом томе «Юридических записок», и в 1905 году отдельным изданием.
Тем не менее, фактически, исследования по юридической технике, то есть искусству применения права, в том числе написания законов и иных правовых документов, восходят ещё к античным авторам, в частности, Платону и Аристотелю. Немалая заслуга в разработке понятия, позже названного юридической техникой, принадлежит Ф. Бэкону, Т. Гоббсу, Дж. Локку, Ш.-Л. Монтескьё, а также другим мыслителям Нового времени и Просвещения. Большую роль сыграли и труды основоположника английского утилитаризма И. Бентама.
В России соображения технико-юридического характера высказывались Петром I в ряде его указов, Екатериной II в её Наказе Уложенной комиссии, М. М. Сперанским и др.
Начиная с конца XIX — начала XX столетий исследования по юридической технике бурно развиваются, чему способствовали как повышение значения парламентов в системе государственной власти большинства европейских государств и, как следствие, интенсификация законотворчества, так и распространение философских идей позитивизма, а позднее — неопозитивизма с их повышенным вниманием к проблемам точности языка.
В настоящее время[когда?] как российская, так и зарубежная юридическая наука насчитывает большое количество исследований в области юридической техники.

## Элементы юридической техники
Элементы юридической техники — это её методы, правила, приёмы и средства.
Методы юридической техники — наиболее общие требования, предъявляемые юридической наукой и практикой к процессу создания законов и иных нормативных правовых актов. К их числу относятся, во-первых, методы-принципы, определяющие содержание правотворческой деятельности как таковой (объективность, гуманизм, научная обоснованность и т. д.), во-вторых, общенаучные методы познания (анализ и синтез, индукция и дедукция, абстрагирование, аналогия, моделирование и др.), в-третьих, частнонаучные методы, к которым относятся как методы юридической науки, так и методы тех наук, которые изучают предмет регулирования создаваемого нормативного акта.
Правила юридической техники — конкретные требования, предъявляемые к процессу выработки правового акта, основанные на методах юридической техники. Поскольку в ходе разработки законопроекта (или иного акта) решаются вопросы точности и адекватности его текстуальной формы подлежащим урегулированию общественным отношениям, внутренней и внешней непротиворечивости правового акта, соответствия понятий, использованных в акте, объективным явлениям окружающей действительности, то правила юридической техники подразделяются на 3 большие группы:
- языковые (правила ясности, точности, нейтральности, экономичности юридических текстов, однозначности используемых в тексте терминов, совершенства синтаксических конструкций, устойчивости способов выражения норм и др.);
- логические (правила тождества интерпретации тождественных объектов, структурирования текста правового акта, пересекаемости правовых нормативов и т. д.);
- гносеологические (правила отражения социального явления адекватными лингвистическими средствами, точности определения предмета регулирования правового акта, познание контекста разрабатываемого акта).

Приёмы юридической техники представляют собой операции разработчиков в отношении текста создаваемого правового акта, направленные на использование средств юридической техники в соответствии с её правилами.
Средства юридической техники — это арсенал логико-языковых, формально-атрибутивных (реквизиты) и специально-юридических (конструкции, презумпции, фикции, отсылки, примечания и т. д.) средств, технико-юридический инструментарий, используемый для конструирования нормативного акта.

## Значение юридической техники
Соблюдение правил юридической техники при подготовке законопроектов, проектов иных нормативных актов — залог их качества. Применение технически несовершенных законов крайне затруднено, а порой невозможно. Именно поэтому федеральный законодатель уделяет повышенное внимание технико-юридическому совершенствованию законов. Так, Государственной Думой Федерального Собрания РФ выработаны Методические рекомендации по юридико-техническому оформлению законопроектов, а в некоторых субъектах РФ приняты специальные законы о порядке подготовки нормативных правовых актов (т. н. «законы о законах»), в которых, в том числе, затрагиваются вопросы юридической техники (например, ст. 24 Закона Иркутской области «О законах и иных областных нормативных правовых актах»).

## Общественные организации и специализированные издания
В настоящее время работает Нижегородский исследовательский научно-прикладной центр «Юридическая техника», который выпускает одноимённый Ежегодник - «Юридическая техника».